# Гравина, Доменико Бенедетто
Доменико Бенедетто Гравина (итал. Domenico Benedetto Gravina; 28 сентября 1807, Палермо — 1886) — итальянский искусствовед, историк искусства, писатель

, аббат-бенедиктинец.

## Биография

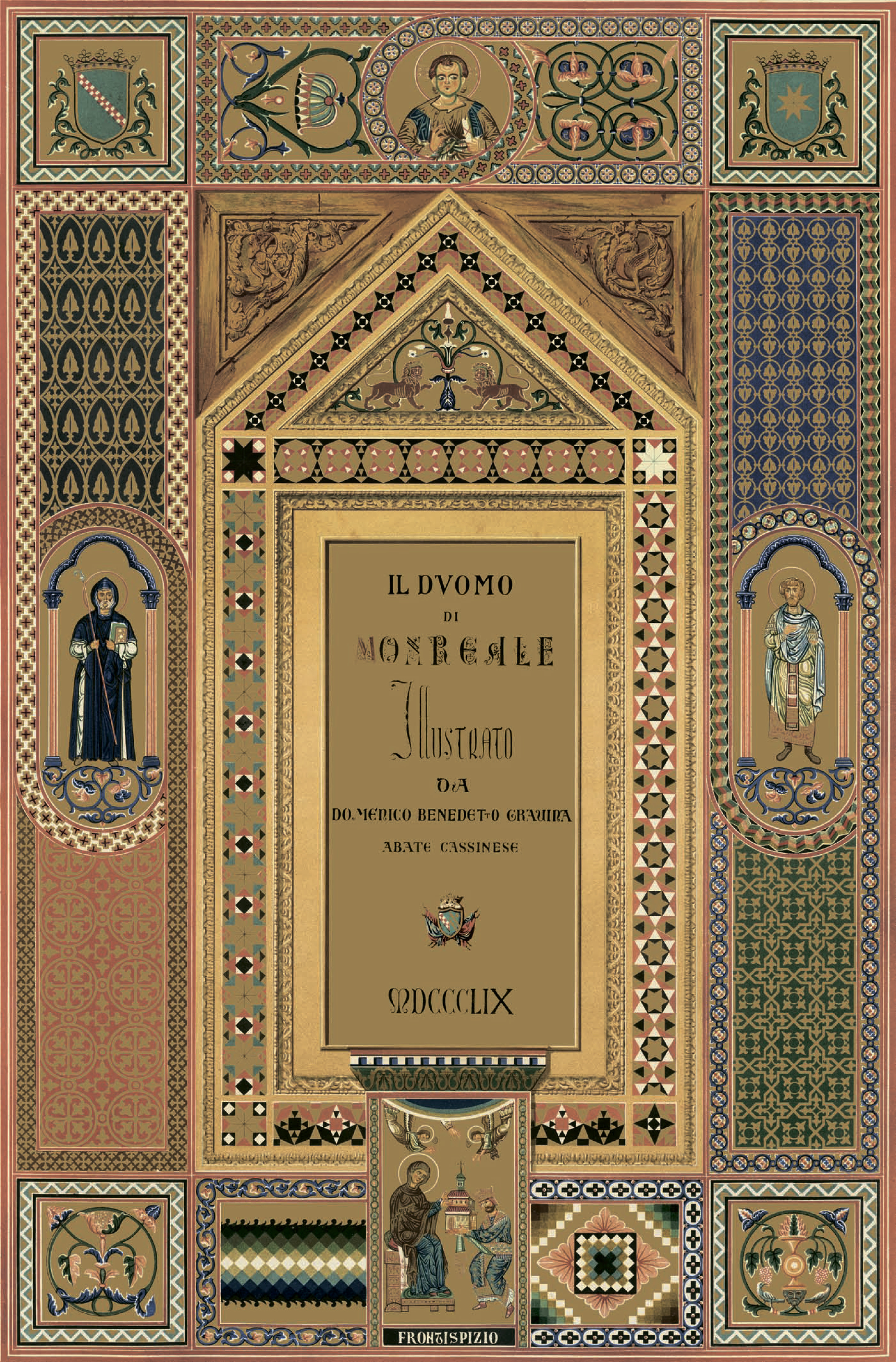
«Il duomo di Monreale illustrato e riportato in tavole cromolitografiche»

Представитель княжеского рода Комитини.
В 1818 году вступил в орден бенедиктинцев в Монреале пригороде Палермо, при этом сменил своё имя при крещении Франческо на имя Доменико Бенедетто. Учился в монастыре, изучал в том числе рисование, архитектуру и естествознание. В 1834 году, будучи учителем в своем монастыре в Монреале, читал лекции по физике и философии.
С 1839 года несколько лет был профессором философии в аббатстве Монтекассино, затем возглавлял несколько монастырей Чезены и Перуджи в качестве аббата, в 1852 году вернулся в Монтекассино, где занял ту же должность.
Последний настоятель монастыря Монреале, руководивший работами по восстановлению собора Монреале после пожара 1811 года, опубликовавший в 1859 году двухтомную работу «Il Duomo di Monreale».
Главный труд Д. Б. Гравины — «Illustratione del duomo di Monreale» (Палермо, 1859).

## Избранные публикации
- «Alcune ore sulle antichità di Sicilia» (Неаполь, 1839);
- «Su l’origine e ristauri della chiesa di Santa Maria del Monte» (1847);
- «Sopra un' antica immagine della Immacolata esistente a mosaico nel duomo di Monreale» (Палермо, 1855);
- «Virtù curativa del lino e maniera probabile di agire dei medicamenti» (Палермо, 1855);
- «Il duomo di Monreale illustrato e riportato in tavole cromolitografiche» (Палермо 1859—1870);
- «Su la origine dell' anima umana e le verita teologiche che ne dipendono» (Палермо, 1870).